# ژوستین (رمان)
ژوستین یا بدبختی‌های اخلاق (به فرانسوی: Justine ou les Malheurs de la vertu) نام رمانی از مارکی دو ساد نویسنده و فیلسوف فرانسوی است. این رمان تحت عنوان «ژوستین یا مصائب فضیلت» توسط علی طباخیان به فارسی ترجمه شده است.

## خلاصه رمان ژوستین
دو شخصیت اصلی رمان که دو خواهر به نام‌های ژوستین و ژولیت هستند در ابتدای رمان ظاهر می‌شوند. ساد حوادث شوم زندگی دختری به نام تیریز را شرح می‌دهد.
ساد تیریز را همان ژوستین معرفی می‌کند که به دلیل شرایط بد زندگی‌اش مجبور به تغییر اسم خود شده و ماجراهای زندگی‌اش را برای خواهرش ژولیت شرح می‌دهد.

## ویژگی‌های رمان
بیرحمی، خشونت جنسی و تجاوز کانون اصلی توجه ساد در این رمان است. از نظر ساد بشر برای معامله به مثل، شهوت، لذت از دردمندی دیگران، استیلا یافتن بر آنها یا صرفاً جهت پاسخ دادن به کنجکاوی خود به خشونت دست می‌زند. ساد کنجکاوی را بدترین عامل برای خشونت می‌داند.
در رمان ژوستین دیدگاه‌های فلسفی ساد را می‌یابیم. فلسفه از نظر ساد وسیله‌ای برای مشخص شدن اراده خدا در زندگی انسان است به ویژه در رخ دادن بدبختی‌هایی که او از آنها گریزی ندارد. ساد به‌طور بارز در انتهای رمان هدفش را برای خواننده شرح داده و حتی او را به اخلاق‌گرایی تشویق کرده است.